# Rafaela Ottiano
Rafaela Ottiano (Venezia, 4 marzo 1888 – East Boston, 18 agosto 1942) è stata un'attrice italiana naturalizzata statunitense.

## Biografia
Nata a Venezia nel 1888, secondogenita di Maddalena Polcari (1869–1914), casalinga, e di Antonio Ottiano (1859–1915), musicista, emigrò negli Stati Uniti con la famiglia, arrivando a Ellis Island nel 1910. Diventò attrice e lavorò con successo sui palcoscenici di Broadway prima di approdare al cinema. Hollywood non le concesse gli stessi ruoli da protagonista, tuttavia l'attrice poté vantare la partecipazione a diversi film di grande successo. Morì nel 1942 a causa di un cancro.
Nel 1989 venne realizzata a Broadway la versione musical del film Grand Hotel e il personaggio di Suzette, la devota cameriera della grande ballerina, venne ribattezzato Rafaela Ottiano in suo onore.

## Filmografia
La filmografia - basata su IMDb - è completa.

### Attrice
- The Law and the Lady, regia di John L. McCutcheon (1924)
- Married?, regia di George Terwilliger (1926)
- Grand Hotel, regia di Edmund Goulding (1932)
- Night Court, regia di W. S. Van Dyke (1932)
- Come tu mi vuoi (As You Desire Me), regia di George Fitzmaurice (1932)
- The Washington Masquerade, regia di Charles Brabin (1932)
- Lady Lou (She Done Him Wrong), regia di Lowell Sherman (1933)
- Anime alla deriva (Bondage), regia di Alfred Santell (1933)
- Ann Vickers, regia di John Cromwell (1933)
- Female, regia di Michael Curtiz, William Dieterle e William A. Wellman (1933)
- Tanya (Mandalay), regia di Michael Curtiz (1934)
- All Men Are Enemies, regia di George Fitzmaurice (1934)
- The Last Gentleman, regia di Sidney Lanfield (1934)
- A Lost Lady, regia di Alfred E. Green e Phil Rosen (1934)
- Il forzato (Great Expectations), regia di Stuart Walker (1934)
- Enchanted April, regia di Harry Beaumont (1935)
- The Lottery Lover, regia di Wilhelm Thiele (1935)
- The Florentine Dagger, regia di Robert Florey (1935)
- Notte gialla (One Frightened Night), regia di Christy Cabanne (1935)
- Riccioli d'oro (Curly Top), regia di Irving Cummings (1935)
- Una notte d'oblio (Remember Last Night?), regia di James Whale (1935)
- Ho ucciso! (Crime and Punishment), regia di Josef von Sternberg (1935)
- We're Only Human, regia di James Flood (1935)
- Riffraff, regia di J. Walter Ruben (1936)
- La bambola del diavolo (The Devil-Doll), regia di Tod Browning (1936)
- Avorio nero (Anthony Adverse), regia di Mervyn LeRoy (1936)
- Mad Holiday, regia di George B. Seitz (1936)
- La ragazza di Parigi (That Girl from Paris), regia di Leigh Jason (1936)
- Settimo cielo (Seventh Heaven), regia di Henry King (1937)
- Primavera (Maytime), regia di Robert Z. Leonard (1937)
- The League of Frightened Men, regia di Alfred E. Green (1937)
- Frou Frou (The Toy Wife), regia di Richard Thorpe (1938)
- Maria Antonietta (Marie Antoinette), regia di W. S. Van Dyke II (1938)
- I'll Give a Million, regia di Walter Lang (1938)
- Suez, regia di Allan Dwan (1938)
- Paris Honeymoon, regia di Frank Tuttle (1939)
- Angeli della notte (Vigil in the Night), regia di George Stevens (1940)
- Viaggio senza fine (The Long Voyage Home), regia di John Ford (1940)
- A Little Bit of Heaven, regia di Andrew Marton (1940)
- Victory, regia di John Cromwell (1940)
- Una bionda in paradiso (Topper Returns), regia di Roy Del Ruth (1941)
- Martin Eden (The Adventures of Martin Eden), regia di Sidney Salkow (1942)
- Musica sulle nuvole (I Married an Angel), regia di W.S. Van Dyke II (1942)

### Colonna sonora
- The Washington Masquerade, regia di Charles Brabin -  "Bridal Chorus (Here Comes the Bride)" (1932)
- Female, regia di Michael Curtiz, William Dieterle e William A. Wellman - canzone Shuffle Off to Buffalo (1933)